# العلاقات الإسبانية التركية
العلاقات الإسبانية التركية هي العلاقات الثنائية التي تجمع بين إسبانيا وتركيا.

## مقارنة بين البلدين
هذه مقارنة عامة ومرجعية للدولتين:
| وجه المقارنة                                              | إسبانيا                                                                             | تركيا         |
| --------------------------------------------------------- | ----------------------------------------------------------------------------------- | ------------- |
| المساحة (كم2)                                             | 505.99 ألف                                                                          | 783.56 ألف    |
| عدد السكان (نسمة)                                         | 46.73 مليون                                                                         | 80.14 مليون   |
| الكثافة السكانية (ن./كم²)                                 | 92.35                                                                               | 102.28        |
| العاصمة                                                   | مدريد                                                                               | أنقرة         |
| اللغة الرسمية                                             | اللغة الإسبانية، اللغة الغاليسية، لغة بشكنشية، اللغة الكتالونية، اللغة الأوكسيتانية | اللغة التركية |
| العملة                                                    | يورو، بيزيتا إسبانية                                                                | ليرة تركية    |
| الناتج المحلي الإجمالي (بليون دولار)                      | 1.31 تريليون                                                                        | 851.10 مليار  |
| الناتج المحلي الإجمالي (تعادل القوة الشرائية) بليون دولار | 1.77 تريليون                                                                        | 1.57 تريليون  |
| الناتج المحلي الإجمالي الاسمي للفرد دولار أمريكي          | 28.16 ألف                                                                           | 9.12 ألف      |
| الناتج المحلي الإجمالي للفرد دولار أمريكي                 | 38.00 ألف                                                                           | 19.79 ألف     |
| مؤشر التنمية البشرية                                      | 0.876                                                                               | 0.761         |
| رمز المكالمات الدولي                                      | +34                                                                                 | +90           |
| رمز الإنترنت                                              | .es                                                                                 | .tr           |
| المنطقة الزمنية                                           | ت ع م+01:00، ت ع م+02:00                                                            | ت ع م+03:00   |

## مدن متوأمة
في ما يلي قائمة باتفاقيات التوأمة بين مدن إسبانية وتركية:
- ترتبط قرطبة مع أضنة باتفاقية توأمة منذ 1989.
- ترتبط برشلونة مع إسطنبول باتفاقية توأمة منذ 1984.
- ترتبط لقنت مع سيواس باتفاقية توأمة منذ 1 ديسمبر 1995.

## منظمات دولية مشتركة
يشترك البلدان في عضوية مجموعة من المنظمات الدولية، منها:
| علم المنظمة | اسم المنظمة                               | تاريخ انضمام إسبانيا | تاريخ انضمام تركيا |
| ----------- | ----------------------------------------- | -------------------- | ------------------ |
|             | بنك التنمية الآسيوي                       | 1986                 | 1991               |
|             | وكالة ضمان الاستثمار متعدد الأطراف        | 29 أبريل 1988        | 3 يونيو 1988       |
|             | منظمة التعاون الاقتصادي والتنمية          | ?                    | ?                  |
|             | الأمم المتحدة                             | 14 ديسمبر 1955       | 24 أكتوبر 1945     |
|             | الوكالة الدولية للطاقة                    | ?                    | ?                  |
|             | الفريق المعني برصد الأرض                  | ?                    | ?                  |
|             | مركز تنسيق الحركة في أوروبا ‏              | ?                    | ?                  |
|             | منظمة حظر الأسلحة الكيميائية              | ?                    | ?                  |
|             | منظمة التجارة العالمية                    | ?                    | 26 مارس 1995       |
|             | منظمة الشرطة الجنائية الدولية             | ?                    | ?                  |
|             | البنك الإفريقي للتنمية                    | ?                    | ?                  |
|             | منظمة الأمن والتعاون في أوروبا            | 25 يونيو 1973        | 25 يونيو 1973      |
|             | مؤسسة التنمية الدولية                     | 18 أكتوبر 1960       | 22 ديسمبر 1960     |
|             | حلف شمال الأطلسي                          | 30 مايو 1982         | 18 فبراير 1952     |
|             | نظام تحكم تكنولوجيا القذائف               | 1990                 | 1997               |
|             | يونسكو                                    | 30 يناير 1953        | 4 نوفمبر 1946      |
|             | مجلس أوروبا                               | ?                    | 9 أغسطس 1949       |
|             | الاتحاد البريدي العالمي                   | ?                    | ?                  |
|             | البنك الدولي للإنشاء والتعمير             | 15 سبتمبر 1958       | 11 مارس 1947       |
|             | اتفاقية السماوات المفتوحة                 | ?                    | ?                  |
|             | المنظمة الهيدروغرافية الدولية             | ?                    | ?                  |
|             | الاتحاد الدولي للاتصالات                  | 1866                 | 1866               |
|             | مؤسسة التمويل الدولية                     | 24 مارس 1960         | 19 ديسمبر 1956     |
|             | المنظمة الأوروبية لسلامة الملاحة الجوية   | 1997                 | 1989               |
|             | المركز الدولي لتسوية المنازعات الاستشارية | 17 سبتمبر 1994       | 2 أبريل 1989       |
|             | مجموعة أستراليا                           | 1985                 | 2000               |
|             | مجموعة الموردين النوويين                  | ?                    | ?                  |

## أعلام
هذه قائمة لبعض الشخصيات التي تربطها علاقات بالبلدين:
- إميليو غارسيا غوميز (4 يونيو 1905[26][27] – 31 مايو 1995[26][27])
- حسين سالم (11 نوفمبر 1933 – )
- سركان سارارر (لاعب كرة قدم إسباني، 27 نوفمبر 1989[28] – )
- فخري كوروترك (3 أغسطس 1903[29] – 12 أكتوبر 1987[29])
- يحيى كمال بياتلي (سياسي تركي، 2 ديسمبر 1884 – 1 نوفمبر 1958)

## وصلات خارجية
- موقع وزارة الخارجية الإسبانية
- موقع وزارة الخارجية التركية